# Peter King (homme politique)
Pour les articles homonymes, voir Peter King et King.
Peter John Locke King (25 janvier 1811, Ockham, Surrey - 12 novembre 1885, Weybridge) est un homme politique anglais.
King occupe l'un des deux sièges de député d'East Surrey de 1847 à 1874. Il acquiert une certaine renommée en tant que défenseur de la réforme, responsable de l'adoption de la loi de 1854 sur les charges immobilières et de l'abrogation de nombreuses lois obsolètes . De plus en plus à mesure que la politique au Royaume-Uni se tournait vers l'aile gauche, il se range du côté de l'aile progressiste dominante du Parti libéral.

## Biographie
King est le deuxième fils de Peter King (7e baron King). le Lord grand chancelier Peter King (1er baron King), est son arrière-arrière-grand-père et William King-Noel (1er comte de Lovelace), son frère aîné .
Il est né à Ockham, Surrey, le 25 janvier 1811. Il fait ses études à Harrow School et au Trinity College, Cambridge, où il obtient son diplôme BA 1831 et MA 1833 .
En 1837, il se présente en vain à East Surrey. Il est haut shérif de Surrey en 1840. Aux élections de 1847, il se présente à nouveau et cette fois est élu député pour East Surrey le 11 août. Il conserve son siège jusqu'aux élections générales de février 1874. Il soutient une modification de la loi de primogéniture pendant de nombreuses sessions. Le 15 mars 1855, il prononce un discours dans lequel il montre avec force «l'injustice criante de la loi» .
Le 11 août 1854, il fait voter la loi sur les charges immobilières, en vertu de laquelle les hypothèques après la disparition du débiteur se limitent à la propriété elle-même (elles «descendent avec et supportent leurs propres charges»). Sans cela, les créanciers hypothécaires en possession pourraient demander une ordonnance au tribunal pour retracer certaines catégories de biens détenus en même temps parmi les bénéficiaires. Au cours de la session de 1856, il réussit à obtenir l'abrogation de 120 statuts endormis susceptibles d'être mis en vigueur de temps à autre. En huit sessions successives, il présente le projet de loi sur [l'égalité de la] franchise du comté, à une occasion, le 20 février 1851, battant et provoquant la démission du ministère dirigé par le Whig, Lord Russell .
Il présente aux Communes le projet de loi qui étend la franchise de 10 £ (valeur locative de la maison par an, qu'elle soit possédée ou louée) aux circonscriptions du comté, c'est-à-dire comme pour chaque homme adulte qui se qualifie pour le suffrage des arrondissements. Il est bien connu pour son plaidoyer pour que chaque homme ait le droit de vote et pour l'abolition des taux de l'église, et pour son opposition acharnée au principe et à la pratique des dotations à des fins religieuses. Il est mort à l'âge de 74 ans à Brooklands, Weybridge, le 12 novembre 1885 .

## Famille et richesse
Le 22 mars 1836, King épouse Louisa Elizabeth, fille de William Henry Hoare de Mitcham Grove, Surrey. Elle est décédée en 1884. Ils ont deux fils et quatre filles :  Hugh F. Locke King, entrepreneur qui hérite d'une part de la succession de son défunt parent. Il reprend Brooklands et utilise la richesse de son père pour fonder et financer la création du circuit automobile et aéronautique de Brooklands .

## Publications
King a publié: 
1. Injustice de la loi sur la succession aux biens immobiliers des ab intestats, 1854; 3e édition. 1855.
2. Discours sur les lois relatives à la propriété des intestats, 15 mars 1855.
3. Discours sur les lois relatives à la propriété des intestats à la Chambre des communes, 17 février 1859.
4. Discours sur la loi relative aux biens immobiliers des intestats, 14 juillet 1869.

Quatre lettres que King écrit au Times en 1855 sur la réforme de la chancellerie sont réimprimées dans A Bleak House Narrative of Real Life, 1856, p. 55–66. 